# Loureiro (Peso da Régua)
Loureiro is een plaats (freguesia) in de Portugese gemeente Peso da Régua en telt 1452 inwoners (2001).